# ラブライブ! μ's 3rd Anniversary LoveLive!
『ラブライブ! μ's 3rd Anniversary LoveLive!』（ラブライブ ミューズ サード アニバーサリー ラブライブ）は、2013年12月25日に発売されたμ'sの映像作品。2013年6月16日にパシフィコ横浜・国立大ホールにて行われた「ラブライブ! μ's 3rd Anniversary LoveLive!」の模様を収録。

## 概要
μ'sにとって2枚目の映像作品。ファンディスク「ラブライブ!〜国立音ノ木坂学院案内〜」と同時発売された。初回版限定で「μ'sのライブであなたにアピール!カード」を封入。ライブ中に上演されたドラマパートも特典として収められている。
店舗特典としてアニメイト・ゲーマーズ・とらのあな・ソフマップ・キャラアニ・HMV・JBOOK・げっちゅ屋・ネオウィング・BVCの各店舗でクリアファイル・ブロマイド・ポスターなどがプレゼントされた。
2016年2月14日に「μ'sありがとうProject 〜Road to μ'sic Forever〜」の劇場スペシャル上映が全国の劇場で開催され、サイリウムの持ち込みや声を出しての鑑賞などが可能なスペシャルステージとして行なわれた。先着順の入場者特典として「μ's Live in Theater」カットフィルム、一部の劇場ではμ'sありがとうProject劇場スペシャル上映描き下ろし色紙も残数がある場合に限りセットで配布された。

## チャート成績
2013年12月24日付のオリコンのBDデイリーランキングでは4位にランクイン(DVDは16位)。翌日の12月25日付では2位にランクインした。2014年1月6日付のオリコン週間BDランキングでは初動2.1万枚を売り上げ3位にランクインした。BD音楽チャートでは1位を獲得した。また、DVDは49位にランクインした。BD/DVD音楽ランキングでは初動2.3万枚で2位にランクインした。
6週目で累計3万を突破、その後はロングヒットし続け、2016年2月29日付の週間Blu-rayランキングで100週に到達。

## 収録曲
Disc1
1. 僕らは今のなかで
  - 歌：μ's

2. 僕らのLIVE 君とのLIFE
  - 歌：μ's

3. MC1
4. Wonderful Rush
  - 歌：μ's

5. 夏色えがおで1,2,Jump!
  - 歌：μ's

6. ススメ→トゥモロウ
  - 歌：高坂穂乃果（新田恵海）、南ことり（内田彩）、園田海未（三森すずこ）

7. 夢なき夢は夢じゃない
  - 歌：高坂穂乃果（新田恵海）

8. ぶる〜べりぃ♥とれいん
  - 歌：南ことり（内田 彩）

9. 私たちは未来の花
  - 歌：園田海未（三森すずこ）

10. なわとび
  - 歌：小泉花陽（久保ユリカ）

11. 恋のシグナルRin rin rin!
  - 歌：星空凛（飯田里穂）

12. Daring!!
  - 歌：西木野真姫（Pile）

13. まほうつかいはじめました!
  - 歌：矢澤にこ（徳井青空）

14. ありふれた悲しみの果て
  - 歌：絢瀬絵里（南條愛乃）

15. 純愛レンズ
  - 歌：東條希（楠田亜衣奈）

16. START:DASH!!
  - 歌：高坂穂乃果（新田恵海）、南ことり（内田彩）、園田海未（三森すずこ）

17. これからのSomeday
  - 歌：高坂穂乃果（新田恵海）、南ことり（内田彩）、園田海未（三森すずこ）、星空凛（飯田里穂）、西木野真姫（Pile）、小泉花陽（久保ユリカ）、矢澤にこ（徳井青空）

18. MC2
19. もぎゅっと“love”で接近中!
  - 歌：μ's

20. Wonder zone
  - 歌：μ's

21. 輝夜の城で踊りたい
  - 歌：μ's

22. MC3
23. WILD STARS
  - 歌：μ's

24. MC4
25. No brand girls
  - 歌：μ's

26. Snow halation
  - 歌：μ's

Disc2 ENCORE
1. START:DASH!!
  - 歌：μ's

2. MC5
3. きっと青春が聞こえる
  - 歌：μ's

4. 僕らは今のなかで(Finale)
  - 歌：μ's

特典映像
1. ライブドラマPart1 ライブの練習!?
2. ライブドラマPart2 いきなりファッションショー!
3. ライブドラマPart3 ライブ直前!